# Vultee XA-41
El Vultee XA-41 fue ordenado inicialmente como un bombardero en picado por las Fuerzas Aéreas del Ejército de los Estados Unidos (USAAF), siendo diseñado por la estadounidense Vultee en los años 40. 
Después de que la experiencia obtenida en combate condujera a las USAAF a pensar que los bombarderos en picado eran demasiado vulnerables a los cazas enemigos, el contrato fue revisado para cambiar la misión a ataque a tierra a baja cota. Aunque el XA-41 era un potente sistema de armas, el diseño fue superado por tecnologías más avanzadas, y nunca entró en producción. 

## Diseño y desarrollo
El equipo de ingeniería de Vultee decidió al principio del proceso de diseño construir el XA- 41 (Model 90 de la compañía) alrededor del motor radial de 28 cilindros en cuatro filas Pratt & Whitney R-4360 Wasp Major de 2200 kW (3000 hp). La gran ala del Model 90 recordaba a la del Vultee Model 72 (un avión de ataque/bombardero en picado biplaza más conocido como Vultee Vengeance (A-31/A-35)), incluyendo un borde de ataque recto, borde de fuga trapezoidal hacia delante, y un pronunciado diedro de los paneles externos alares.
Diseñado para llevar una gran carga tanto interna como externa, el XA-41 era grande para ser un avión monomotor. La cabina monoplaza, instalada en línea con la raíz alar, estaba a 4,6 metros del suelo cuando el avión estaba aparcado. 
Como las  prioridades operativas cambiaron durante su fase de desarrollo, la orden original por dos  prototipos del XA-41 fue cancelada, aunque las USAAF presionaron para la consecución de un prototipo como bancada de motores para el R-4360 (el mismo motor usado por el Boeing B-50 Superfortress).

## Historia operacional

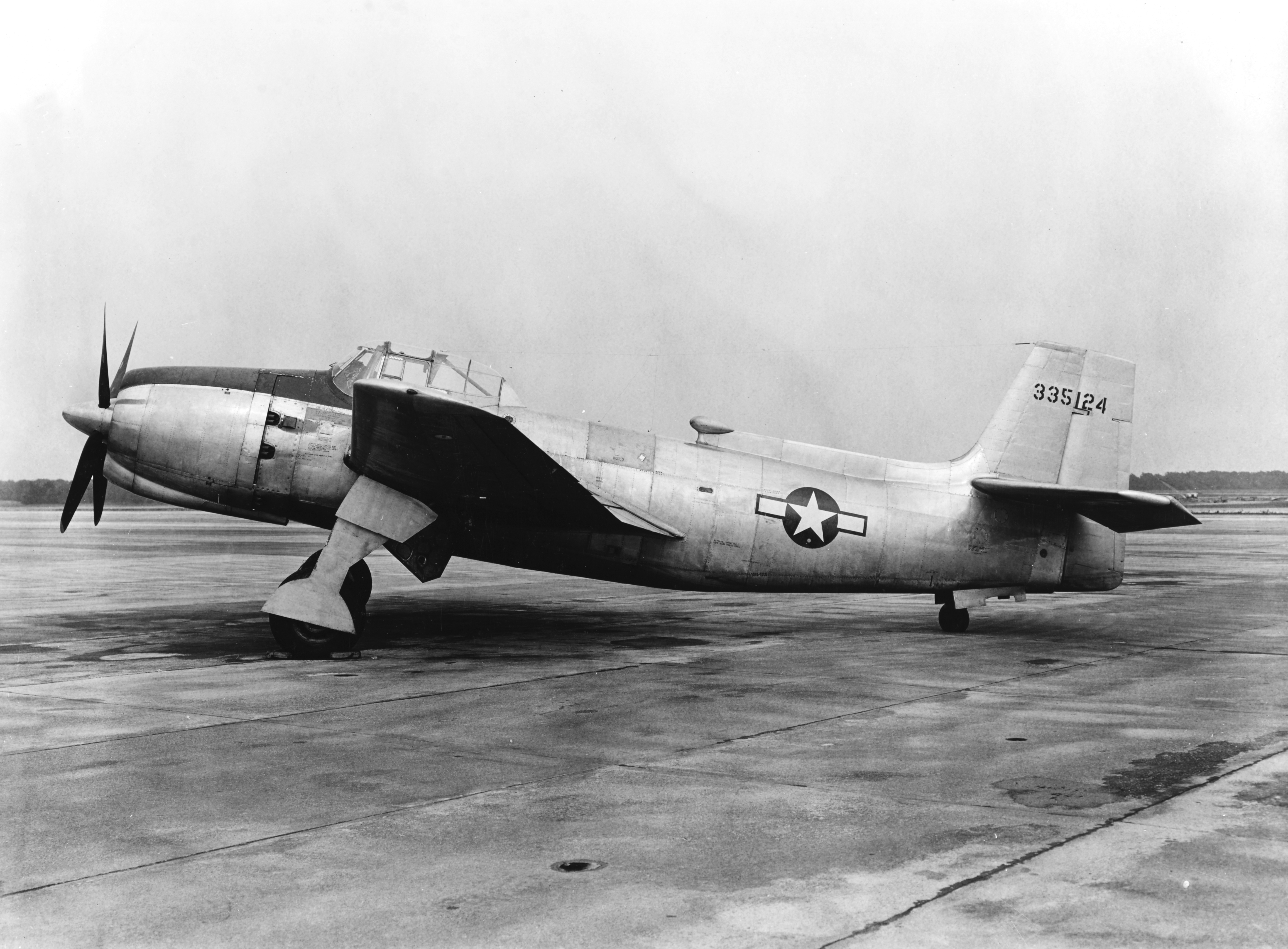
El XA-41 en Naval Air Test Center de Patuxent River, el 18 de septiembre de 1944.

Volando por primera vez el 11 de febrero de 1944, el único XA-41 (43-35124) demostró tener buenas prestaciones, con una velocidad máxima de 570 km/h alcanzada en las pruebas y una ”soberbia maniobrabilidad, siendo capaz de superar a un P-51B Mustang”. Sin embargo, con la reducción de órdenes militares debida a la aproximación del final de la guerra, no se emitió un contrato de producción, y el avión fue usado como bancada de motores por las USAAF; siendo también evaluado por la Armada estadounidense, comparándolo con otros aviones de ataque contemporáneos, especialmente el Douglas AD-1 Skyraider y el Martín AM-1 Mauler. Tras las pruebas de la Armada, el XA-41, llevando  el registro civil NX60373N, fue entregado a la división Pratt & Whitney the United Aircraft para continuar realizando pruebas de motores. Estas continuaron hasta 1950, antes de que XA-41 fuese desguazado.

## Variantes
V-90
Designación interna de Vultee, prototipo de avión de ataque, uno construido (43-35124).
XA-41
Designación dada por las USAAF al V-90.

## Operadores
Estados Unidos
- Fuerzas Aéreas del Ejército de los Estados Unidos
- Armada de los Estados Unidos

## Especificaciones
Referencia datos: Jane's all the World's Aircraft 1947

### Características generales
- Tripulación: Uno (piloto)
- Longitud: 14,8 m (48,7 ft)
- Envergadura: 16 m (52,5 ft)
- Altura: 4,2 m (13,9 ft)
- Superficie alar: 50 m² (538,2 ft²)
- Peso vacío: 6049 kg (13 332 lb)
- Peso cargado: 8478 kg (18 685,5 lb)
- Peso máximo al despegue: 10 971 kg (24 180,1 lb)
- Planta motriz: 1× motor radial de 28 cilindros en cuatro filas refrigerado por aire Pratt & Whitney R-4360-9 Wasp Major.
  - Potencia: 2200 kW (3033 HP; 2992 CV)
- Hélices: Cuatripala de velocidad constante
- Diámetro de la hélice: 4,01 m

### Rendimiento
- Velocidad máxima operativa (Vno): 

  - 584 km/h con sobrealimentador de marchas largas a 4700 m
  - 570 km/h con sobrealimentador de marchas medias a 1600 m
  - 538 km/h con sobrealimentador de marchas cortas a nivel del mar
- Velocidad crucero (Vc): 476 km/h a 3700 m y a 1100 kW (1475 hp)
- Velocidad de entrada en pérdida (Vs): 119 km/h (74 MPH; 64 kt) con flaps
- Alcance en combate: 1287 km (695 nmi; 800 mi)
- Alcance en ferry: 4828 m (15 840 ft) con depósitos de largo alcance
- Techo de vuelo: 8900 m (29 199 ft) con sobrealimentador de marchas largas
- Régimen de ascenso: 15 m/s (2953 ft/min)
- Carga alar: 168 kg/m² (34,4 lb/sq ft) (peso cargado normal)
- Potencia/peso: 3,77 kg/kW (6,2 lb/hp)
- Tiempo a altitud: 3000 m (10 000 pies) con sobrealimentador de marchas largas: 3,9 min
- Despegue a 15 m (50 pies): 460 m (500 yd)

### Armamento
- Ametralladoras: 

  - 4x Browning M2 de 12,7 mm en las alas con 600 dpa

- Cañones: 

  - 4 de 37 mm montados en el intradós alar (propuesto)
- Bombas: 

  - 2900 kg
- Cohetes: 

  - 8-12

## Aeronaves relacionadas

### Secuencias de designación
- Secuencia V-_ (interna de Vultee): ← V-85 - V-86 - V-88 - V-90
- Secuencia A-_ (Aviones de Ataque del USAAS/USAAC/USAAF, 1924-1947): ← A-38 - A-39 - A-40 - A-41 - A-42 - A-43 - A-44 →